# Лидс — Ливерпуль

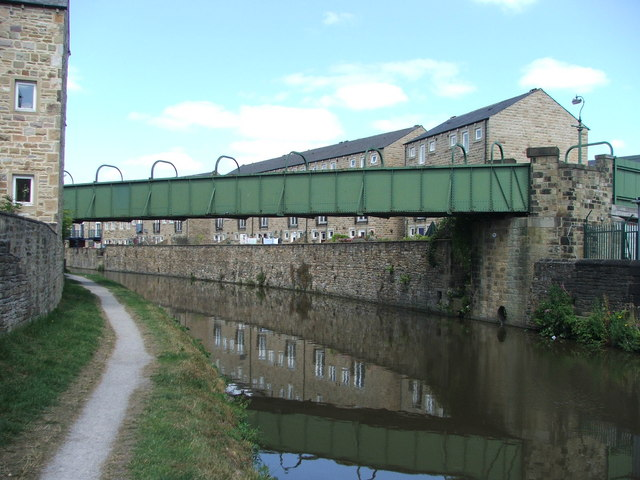
Канал в Скиптоне

Лидс-Ливерпуль (англ. Leeds and Liverpool Canal) — водный канал в северной Англии между городами Лидс и Ливерпуль.
Длина — 204 км, на канале построен 91 шлюз. Лидс-Ливерпуль соединяет систему реки Эр бассейна Северного моря с портом Ливерпуля на западном побережье Великобритании. Перепад высот — от 148 м над уровнем моря (Пеннинские горы) до 0 м (Ливерпуль).
Канал начался строиться с 1770 года, в 1774 году его часть между Бингли и Скиптоном уже использовалась. Строительство завершено в 1816 году. В 1822 году канал был расширен.